# Никола Петров (художник)
Вижте пояснителната страница за други личности с името Никола Петров.
Никола Петров е български живописец от началото на 20 век. Творчеството му се доближава до това на френските импресионисти (Мане, Моне, Реноар).

## Биография
Никола Петров е роден в 1881 г. във Видин. Още от ученик проявява склонност и необикновена възприемчивост към изобразителното изкуство. До известна степен това се дължи на учителя му по рисуване в гимназията, чех по народност. Художникът се записва да следва живопис още във втория випуск на откритата Художествена академия. Въпреки това успява да получи дипломата си едва през 1913 г. Още през 1903 е съосновател на дружество на младите художници против академизма в изобразителното изкуство – индикатор за влиянието на модерните течения в България (импресионизъм, символизъм, сецесион).
Никола Петров умира от туберкулоза само на 35 години през 1916 г.

## Творчество
Той рисува предимно пейзажи, което е до известна степен повлияно от неговия учител в Художествената академия Ярослав Вешин, въвел практиката на пленеризма. Друг известен негов учител от Академията е Иван Мърквичка. В своето изкуство Никола Петров се отличава като творец, който дълбоко възприема заобикалящата го среда, но и умее да изрази себе си чрез нея. По-мащабни негови картини са „Света София“, „Народният театър“, „Лъвов мост“.
В своето творчество Никола Петров постига необикновен синтез между модерното и традиционното, между патриархалния бит и чуждата култура. Той рисува пейзажи от родния си Видин както и такива картини като „Рекичка из камънаци“ и „Река Ерма при Трън“, където няма и следа от човешко влияние, и такава модерна сграда, символ на прогреса, като Народния театър в София. Част от културното наследство на Никола Петров са битоописателни картини, в които той успява да съчетае модерната техника с чисто родни сюжети, типични за времето, когато е творил („Пазар в Бяла Слатина“). Сред най-интересните работи на Никола Петров са скиците му към антологията на Пенчо Славейков „На Острова на блажените“. Рисунките, правени по снимки на Славейков от различни периоди, имат за цел да подчертаят замисъла на Славейковата антология – многообразието на творчеството му и събирателния характер на книгата.

## Памет
На Никола Петров е наречена улица в квартал „Триъгълника-Надежда“ в София (Карта).

## Галерия
Картини на Никола Петров
- „Тишина“
- „Лъвов мост“, 1911
- „Народният театър“, 1912
- „Рекичка из камънаци“, 1911
- „Река Ерма край Трън“

Илюстрации към „На Острова на блажените“ от П. П. Славейков
- „Секул Скъта“
- „Нягул Кавела“
- „Видул Фингар“
- „Тихо Чубра“